# Generalquartiermeisterstab

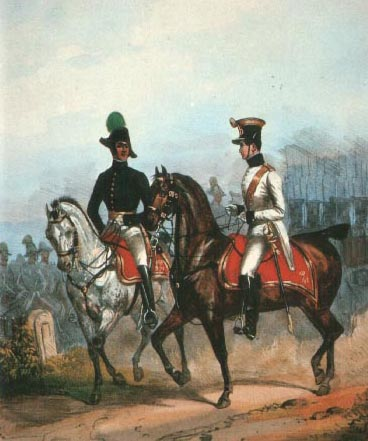
K.u.k. Generalquartiermeisterstab – hier: Stabsoffizier und Adjutant, Mitte 19. Jh.

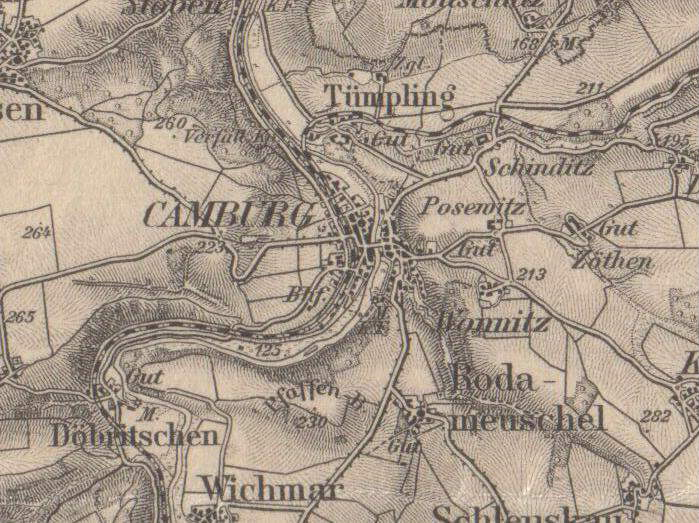
Generalstabskarte Preußen – hier: Königlich-Preußischen Landesaufnahme um 1908.

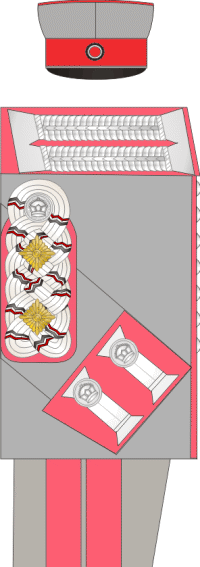
Oberst im Generalstab (Sachsen um 1859).

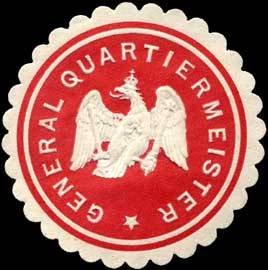
Siegelmarke des preußischen General Quartiermeisters

Ein Generalquartiermeisterstab war in deutschsprachigen Feldheeren bis Ausgang des 17. Jahrhunderts Hauptbestandteil im Stab des betreffenden Heerführers, Feldherren oder Kriegsherren und gilt in Deutschland als Vorläufer des Generalstabs moderner Prägung.
Zum Aufgabenbereich eines Generalquartiermeisterstab zählten beispielsweise:
- Auswahl, Festlegung und Sicherung von Marschwegen und Lagerplätzen
- Befestigungswesen
- Geländeerkundung
- Feindaufklärung

Die Führungsverantwortung lag in aller Regel bei einem Offizier im Generalsrang mit der Amtsbezeichnung Generalquartiermeister.
Siehe auch:

## Entstehung und Aufwuchs
Mit Herausbildung und Aufwuchs stehender Berufsheere im 17. Jahrhundert ergab sich die zwangsläufig die Notwendigkeit, diese militärisch professionell zu verwalten, kriegsfähig zu halten und letztlich sie als Kriegsinstrument möglichst schnell, zu jeder Zeit und zuverlässig einsetzen zu können. Diese Aufgabenbereiche waren nach Anspruch, Inhalt und Umfang zu komplex und konnten von Feldherren als Einzelperson einfach nicht mehr bewältigt werden.
Für den ersten Aufgabenbereich – die militärisch professionelle Verwaltung des Heeres – wurden Körperschaften eingerichtet, aus denen sich im 18. Jahrhundert die Kriegsministerien entwickelten. Für den Aufgabenbereich – Vorbereitung des Heeres auf den Kampfeinsatz, bis hin zur Verwendung im Kriegsfall, einschließlich der praktischen Führung im Felde – kam es zunehmend zur Bildung eines Stabes des Heerführers, Feldherren oder Kriegsherren (im Weiteren Feldherr). Die Besonderheit, wonach die Funktion des Feldherren vom Kriegsherren wahrgenommen werden konnte, blieb weiterhin latent. Sein persönlicher Stab im unmittelbaren Umfeld trug allgemein die Bezeichnung Generalstab, war jedoch keineswegs mit einem Generalstab moderner Prägung vergleichbar, da hier alle operationellen Pläne, Entschlüsse und Anordnungen auf die Person des Feldherren fixiert waren, hingegen die übrigen Stabsmitglieder lediglich in der Rolle als Führungsgehilfen agierten.
Der Generalstab der Heere des 17. Jahrhunderts umfasste die Generalität jeweils vor Ort in Gänze als erste Führungsgehilfen des Feldherren. Ihr Zuständigkeitsbereich umfasste im Wesentlichen drei Aufgabenfelder bzw. Stabsbereiche:
- Generaladjutant
- Generalquartiermeisterstab
- Kriegsrat (auch Kriegskommissariat)

Der Generalquartiermeisterstab war der wichtigste Stabsbereich. Hier dienten die fähigsten und besten Offiziere, die bezüglich Kriegstechnik speziell qualifiziert, sachkundig und erfahren waren. Der Zuständigkeitsbereich des Generalquartiermeisterstab umfasste folgende Hauptaufgaben:
- Geländeerkundung im umfassenden Sinne
- Auswahl und Festlegung von Marschwegen sowie deren Sicherung
- Führung der Marschkolonnen
- Anlage und Befestigung von Feldlagern
- Feindaufklärung

Im ausgehenden 18. Jahrhundert reduzierte sich zunehmend die Bezeichnung Generalquartiermeisterstab im Sinne von Generalstab, wobei die übergreifende Zuständigkeit im eigentlichen Sinne, also generell, zunahm. Das Militär bevorzugt kurze treffende Bezeichnungen, und so setzte sich die Kurzform Generalstab (im Selbstverständnis Generalquartiermeisterstab) letztlich durch. Zusätzliche Aufgabenbereiche wurden erschlossen. So wurde im Jahre 1796 im Land Preußen dem Generalquartiermeisterstab respektive Generalstab ein weiteres Generalstabs-typisches Aufgabenfeld übertrage. Es handelte sich hierbei um die friedensmäßige Erfassung aller militärisch relevanten Landesdaten und Ressourcen, deren Bewertung und die Herausgabe von Generalstabskarten.
Der so entstandene Generalstab wurde nun auch zu einer friedensmäßigen – und damit ständigen Institution. Seine hier diensttuenden Mitglieder bildeten schon bald ein eigenständiges Offizierskorps, trugen die Bezeichnung Generalstabsoffizier und kreierten, was für das damalige Militär nicht untypisch war, besondere Rangabzeichen, Uniformen, Accessoires und Waffenfarben.
Als Geburtsjahr des deutschen (preußischen) Generalstabs moderner Prägung gilt das Jahr 1803, mit „Dienstanweisung zu Grundsätzen der Kriegsführung“ und die entsprechenden Operationspläne auszuarbeiten vom 26. November 1803.

## Einzelnachweis
1. ↑  So zitiert in „Stellungnahme des Militärgeschichtlichen Forschungsamtes (MGFA) zu Freiburg vom 10. Januar 1961“, S. 7.